# Marco van Duin
Marco Rudolf van Duin (* 11. Februar 1987 in Warmenhuizen, Ortsteil der Gemeinde Harenkarspel) ist ein niederländischer Fußballtorhüter.
In seiner Jugend spielte er für den VIOS-W, einen Amateurverein seines Geburtsorts Warmenhuizen. Von dort wechselte er im Juli 1997 zunächst in die D2-Mannschaft von Ajax Amsterdam. Bei Ajax Amsterdam war er von Juni 2006 bis Juni 2008 verpflichtet. Er wechselte 2008 zum HFC Haarlem, bei dem er im Oktober 2008 seinen ersten Einsatz gegen Excelsior Rotterdam hatte. Nach der Zahlungsunfähigkeit des Vereins ging er zunächst als Amateur zum FC Volendam, bei dem er von Februar bis August 2010 spielte. Von September 2010 bis 2012 spielt er beim NEC Nijmegen, anschließend wechselte er zu Sparta Rotterdam.